# Port de Nakhodka
Le port de Nakhodka (en russe : Порт Нахо́дка, Port Nakhodka) est un port maritime russe d'importance fédérale situé dans le golfe de Nakhodka, golfe de la côte nord-ouest de la mer du Japon. Il fait partie du plus grand port et centre de transport de Russie sur l'océan Pacifique, Vostotchny-Nakhodka, avec le port de Vostotchny. Le volume total du fret en 2020 s'élevait à 26,8 millions de tonnes. Il se situe dans le centre de la ville de Nakhodka, dans le kraï du Primorié, en Extrême-Orient-russe.
Il comprend les terminaux maritimes et pétroliers du golfe de Nakhodka, ainsi que les terminaux de pêche des baies d'Andreïeva, de Podiadpol, de Ioujno-Morsk, de Gaïdamal, de Préobrajénié, de Moriak-Rybolov, de Nazimov, de Piati Okhotnikov, de Sokolovskaïan ainsi que celui à l'embouchure de la rivière Opritchninka. Il transporte entre autres du charbon, des produits pétroliers, des conteneurs et des marchandises réfrigérées, dont les ressources halieutiques pêchées.

## Histoire
La navigation marchande sur les rives de la baie de Nakhodka (partie du golfe de Nakhodka) remonte à l'existence du comptoir commercial du département des apanages sibériens, avec sa première mention en 1863. Une jetée, des entrepôts et une forge ont été construits dans le port pour entretenir les navires de mer. La plupart des opérations de fret ont été effectuées sur le navire à vapeur départemental Nakhodka . En 1906, à l'embouchure du Suchan, la ligne cargo-passagers Vladivostok-Nakhodka est ouverte. Le bateau à vapeur Siberia de la Société Heinrich Keyserling effectuait des voyages réguliers deux fois par semaine. Dans les années 1930 Un chemin de fer a été posé jusqu'à la baie de Nakhodka sur les rives du village du même nom dans la région du cap Chefner, une jetée de 125 mètres de long a été construite et le point portuaire de Nakhodka a été ouvert avec un bureau de gestion sur la rue Delovaïa (aujourd'hui Portovaïa ),.
Le 7 octobre 1939, le Comité central du Parti communiste de toute l'Union et le Conseil des commissaires du peuple de l'URSS ont adopté la résolution n° 1646-399 « Sur le transfert des ports de commerce et de pêche de Vladivostok vers la baie de Nakhodka ». Le port a été construit par les prisonniers du Goulag sous la « Direction du camp de travail correctif et de la construction n° 213 » et à partir de 1942 sous le « Dalstroï » du NKVD. En 1938-1946. dans la baie de Nakhodka, il y avait un point de transit du Sevvostlag, à partir duquel les navires du Dalstroï Koulou, Djourma, Dalstroï, Sovetskaïa Latvia et Felix Dzerjinski transportaient les prisonniers arrivant à la gare de Nakhodka pendant la période de navigation, vers Magadan en Kolyma. L'envoi de prisonniers dans la baie de Nakhodka s'est poursuivi jusqu'à l'explosion du navire Dalstroï à l'été 1946,.
Le 17 juin 1947, le Conseil des ministres de l'URSS adopta une résolution « Sur l'organisation d'un port dans la baie de Nakhodka », le créant officiellement. La même année, le premier navire marchand, le paquebot danois Greta Mersk, se trouvait aux premiers postes d'amarrage du port de commerce pour le chargement. En 1950, le port de pêche entre en activité . En 1956 et en 1957, il y a l'ouverture de la base de pêche maritime active de Nakhodka et de l'usine de réparation navale du Primorié. En 1959, une entreprise de travaux de dragage dans le port, Daltechflot, est créée. En 1973, les ports de Vostochny et de chargement de pétrole ont été mis en service. En 2009, les administrations des ports de commerce, de pêche et pétroliers de Nakhodka ont été fusionnées. Aux terminaux de poisson du port de pêche maritime de Nakhodka, un programme est en cours de mise en œuvre pour rééquiper les sites de traitement des marchandises en conteneurs,.

## Administration
Le contrôle de l'État visant à assurer la sécurité de la navigation et l'ordre dans le port est exercé par l'institution de l'État fédéral « Administration du port maritime de Nakhodka », dirigée par le capitaine du port de Nakhodka. Une branche de l'Administration du port maritime de Nakhodka opère dans le port de chargement de pétrole sous la direction du capitaine du port pétrolier.
Jusqu'en 2009, il existait des administrations indépendantes des ports de commerce, de pêche et pétroliers. Après la suppression de « l'Administration du port de pêche maritime de Nakhodka », la juridiction territoriale de « l'Administration du port maritime de Nakhodka » comprenait les ports maritimes des terminaux de pêche situés à l'extérieur de la baie de Nakhodka : Livadia sud, Livliandia sud, Poutiatine, Préobrajénié, Moriak- Rybolov et  Kamenka.
Le parquet des transports de Nakhodka supervise l'application de la législation russe dans le port. La protection de l'ordre public est assurée par le Département linéaire des affaires intérieures des transports de Nakhodka. Le contrôle des frontières dans le port est effectué par le service Nakhodka du FSB territorial de Russie, qui comprend la brigade Nakhodka Bannière Rouge de navires de patrouille frontalière stationnés au cap Astafiev . Le contrôle sanitaire au port est effectué par la branche Nakhodka de l'administration territoriale de Rosselkhoznadzor . Le contrôle douanier est représenté par le bureau des douanes de Nakhodka, qui contrôle la côte depuis la ville fermée de Fokino jusqu'à la frontière avec le kraï de Khabarovsk.

## Évolution du tonnage
| Année              | 2013 | 2014 | 2015 | 2016 | 2017 | 2018 | 2019 | 2020 | 2021 |
| ------------------ | ---- | ---- | ---- | ---- | ---- | ---- | ---- | ---- | ---- |
| millions de tonnes | 18.4 | 20,7 | 21.3 | 23.3 | 24.2 | 24.3 | 25.6 | 26,8 | 26,8 |

## Chantiers navals
Dans la baie de Nakhodka se trouvent le « Chantier naval de Nakhodka », le « Complexe de réparation navale - Usine du Primorié», l'« Usine mécanique de navires d'Extrême-Orient », le « Chantier naval de Gaïdamak ».

## Galerie

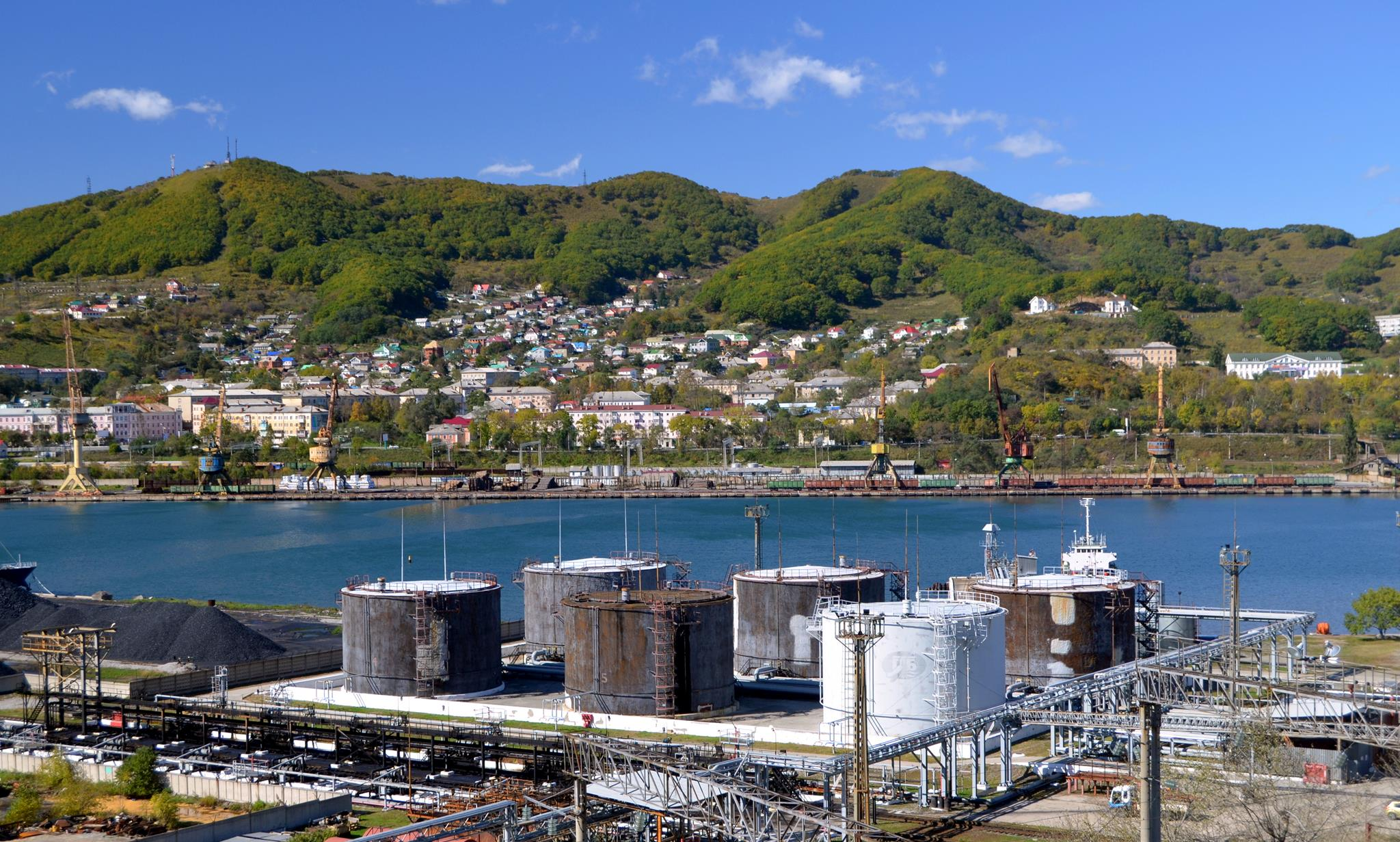
Réservoirs au port de Nakhodka.
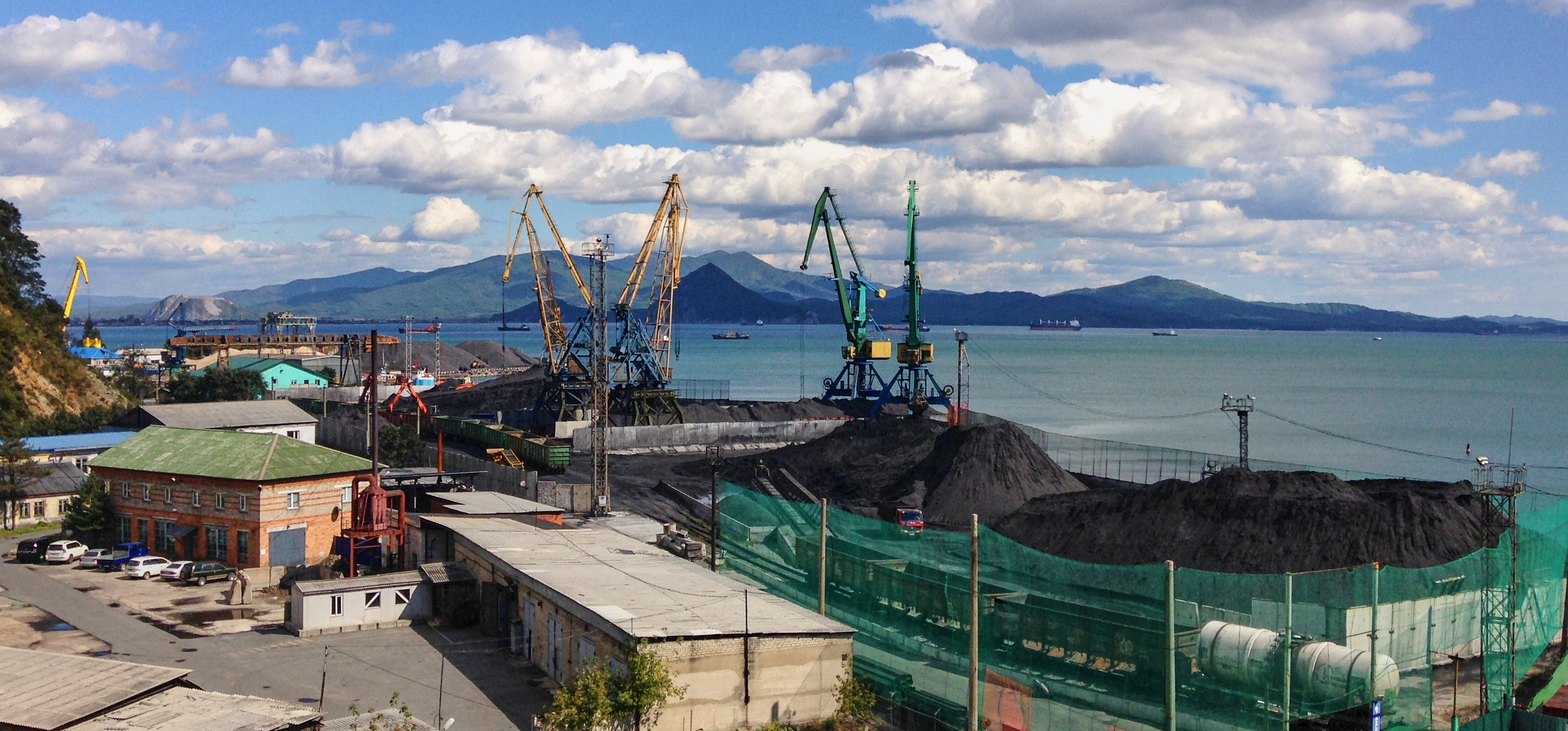
Charbon et grues. La Sestra se distingue au fond.
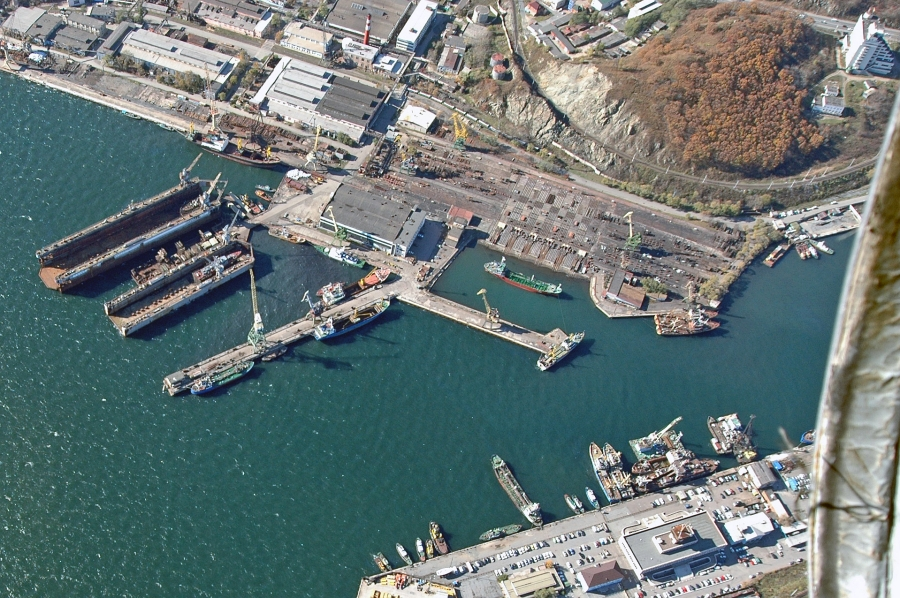
Chantiers navals et quais au port.
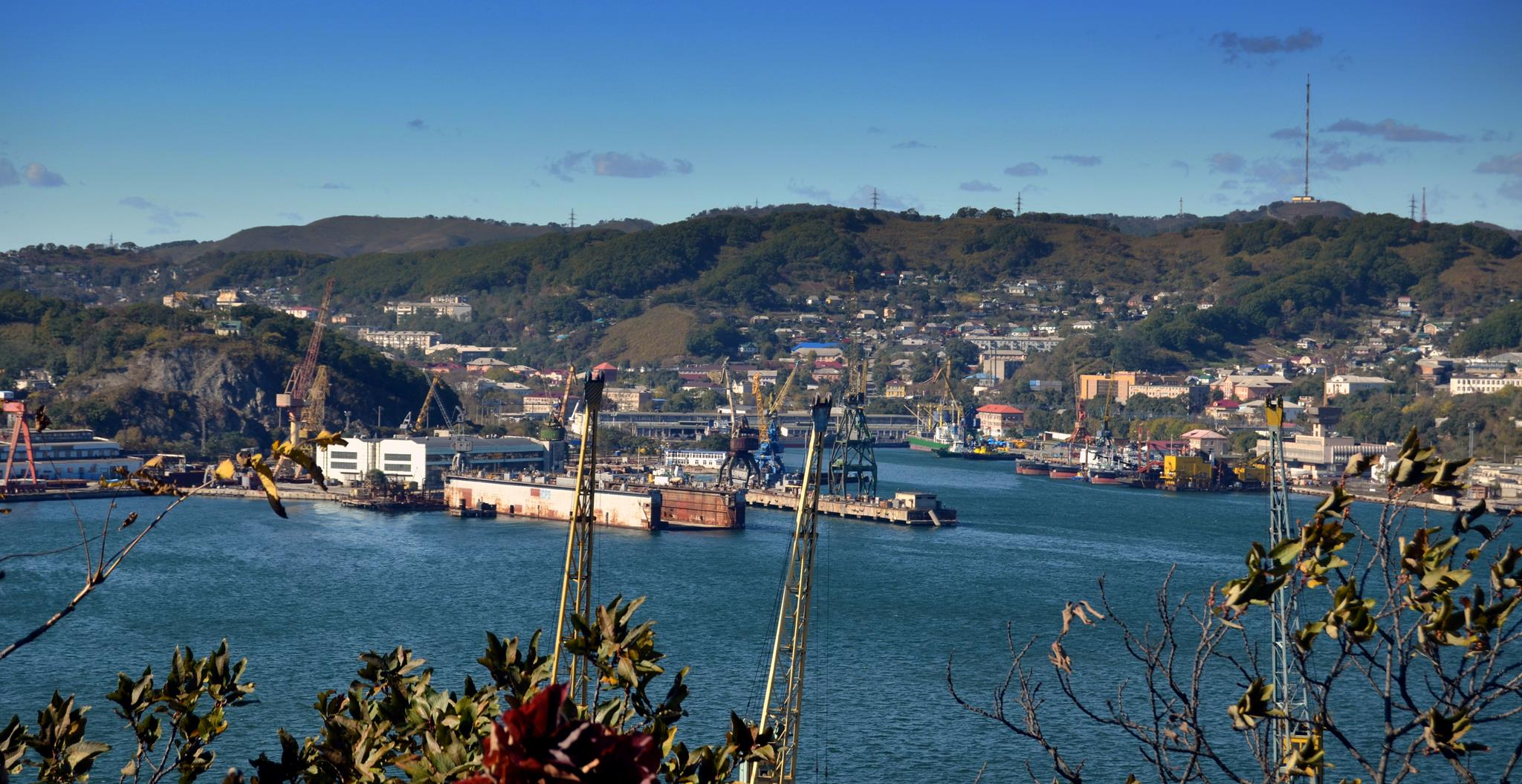
Vue d'un bout avec une partie de la ville.